# Thomas Preiß

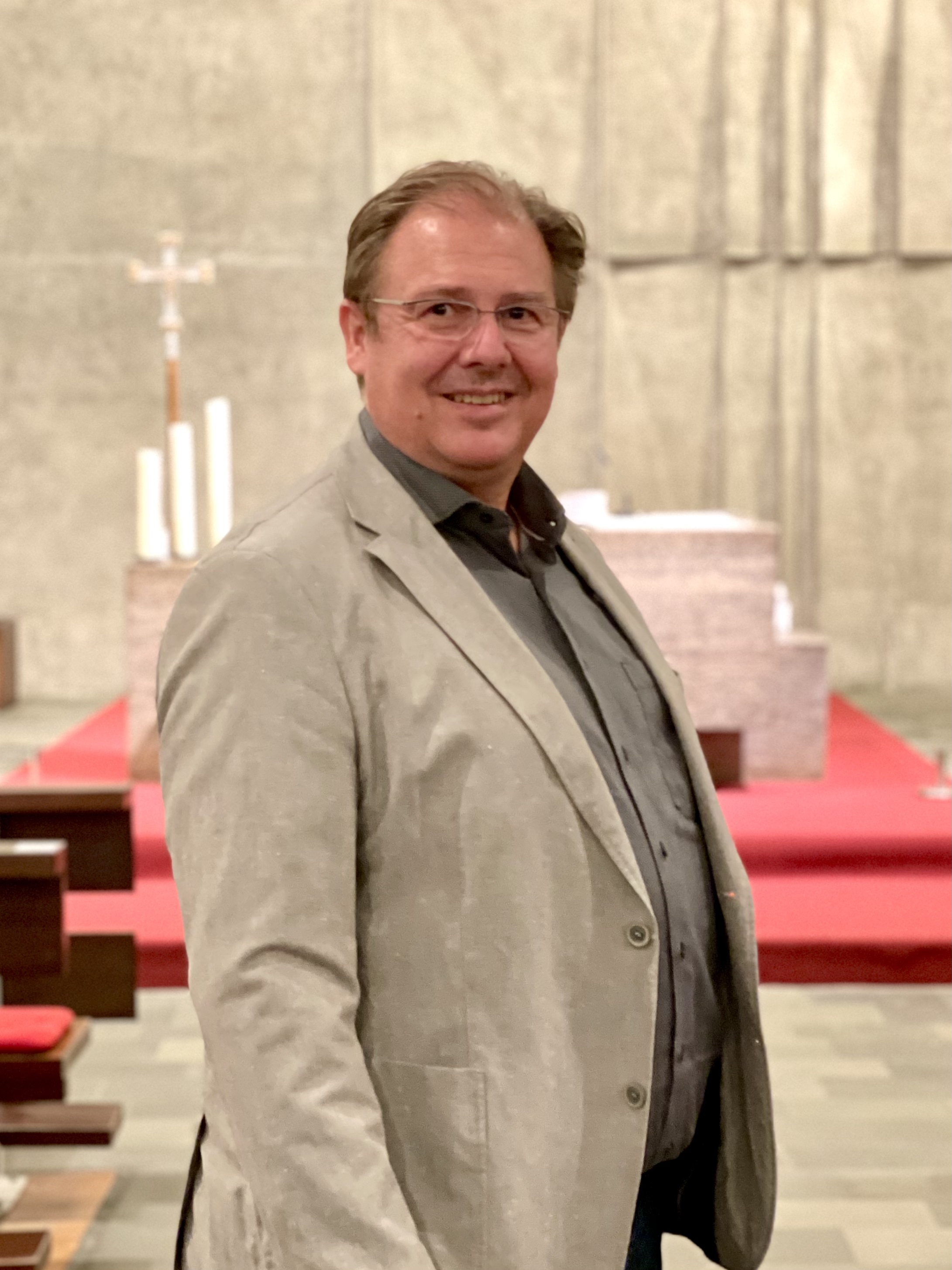
Thomas Preiß (2022)

Thomas Preiß (* 6. Juli 1968 in Esslingen am Neckar) ist ein deutscher Chorleiter, Arrangeur, Pianist und Lehrer. Im Jahr 2015 wurde Thomas Preiß für seine hervorragenden künstlerischen Leistungen der Titel Chordirektor BMCO verliehen.

## Ausbildung
Preiß besuchte das Georgii-Gymnasium Esslingen. Anschließend studierte er Schulmusik (Klavier/Gesang) an der Staatlichen Hochschule für Musik und Darstellende Kunst Stuttgart sowie Germanistik an der Universität Stuttgart. Zu seinen Lehrern gehörten Dieter Kurz (Chorleitung) und Klaus Feßmann (Musiktheorie). Nach dem ersten Staatsexamen 1995 absolvierte er das Referendariat am Immanuel-Kant-Gymnasium in Leinfelden und am Gymnasium Plochingen und schloss mit dem zweiten Staatsexamen 1997 ab.

## Tätigkeit
Heute unterrichtet Thomas Preiß am Friedrich-List-Gymnasium in Reutlingen, und er ist musikalischer Leiter mehrerer Kinder-, Jugend- und Erwachsenenchöre beim Reutlinger Liederkranz 1827 e. V. Darüber hinaus leitet er den Chor singEmotion der Albert-Schweitzer-Schule, einem SBBZ (Sonderpädagogisches Bildungs- und Beratungszentrum) mit dem Förderschwerpunkt emotionale und soziale Entwicklung in Stuttgart Rohr. Außerdem bietet Thomas Preiß ein offenes Singen für Jedermann an, das monatlich vom Gesangverein Raidwangen 1897 e. V. veranstaltet wird. Hier waren Gotthilf Fischer und Walter Scholz zu Gast.
Besondere Auftritte im Rahmen seiner langjährigen Tätigkeit als Chorleiter waren unter anderem die musikalische Begrüßung von Königin Silvia von Schweden im Jahr 2006 auf dem Stuttgarter Flughafen anlässlich der Bambiverleihung, die Auftaktveranstaltung zu One World Family (OWF) 2010 mit ca. 3000 Kindern und Jugendlichen zusammen u. a. mit Monrose, Lucy von den No Angels, Pete Dwojak und Gotthilf Fischer im Europapark Rust, sowie im selben Jahr der Auftritt beim Festakt der Bundesregierung zum 20. Jahrestag der Deutschen Wiedervereinigung vor dem Reichstag in Berlin. Ein Jahr später folgte 2011 eine Einladung in den ZDF-Fernsehgarten zu der Sondersendung 25 Jahre Fernsehgarten. Ebenfalls im Jahr 2011 eröffnete er mit seinen Kinderchören zusammen mit Gotthilf Fischer die 20. UNESCO Charity-Gala unter der Schirmherrschaft von Ute-Henriette Ohoven (UNESCO-Sonderbotschafterin). Unter den Gästen waren u. a. Chris de Burgh, Naomi Campbell, Vin Diesel, Hans-Dietrich Genscher, Michail Gorbatschow, Edwin Moses, Gianna Nannini. Außerdem war er 2018 mit seinen Chören bei einem international besetzten Konzert anlässlich des 10. Geburtstags der DCINY (Distinguished Concerts International New York) in der Carnegie Hall in New York (Ludwig van Beethoven: Fantasie für Klavier, Chor und Orchester, c-Moll, op. 80 und 9. Sinfonie, d-Moll, op. 125), das gemeinsam mit ca. 240 Sängerinnen und Sängern aus aller Welt unter der Leitung von Jonathan Griffith stattfand. Im Dezember 2019 fand zum ersten Mal das Offene Weihnachtssingen in Kooperation mit der Südwest Presse auf den Weihnachtsmärkten in Münsingen, Metzingen und Reutlingen mit mehreren hundert Teilnehmern statt.
Über seine Tätigkeit als Chorleiter hinaus engagierte sich Thomas Preiß im "Chorverband Ludwig Uhland", im Schwäbischen Chorverband und im Deutschen Chorverband. Außerdem war er Dozent und pädagogischer Begleiter im Musikmentorenprogramm des Ministeriums für Kultus, Jugend und Sport Baden-Württemberg.
Thomas Preiß ist ein Pianist, der gerne von Chören als professioneller Begleiter engagiert wird. Aber auch als Referent zu Themen rund um den Chorgesang sowie als Stimmbildner für Chöre wird er von Chorverbänden sowie von Vereinen gebucht.

### Die Corona-Pandemie

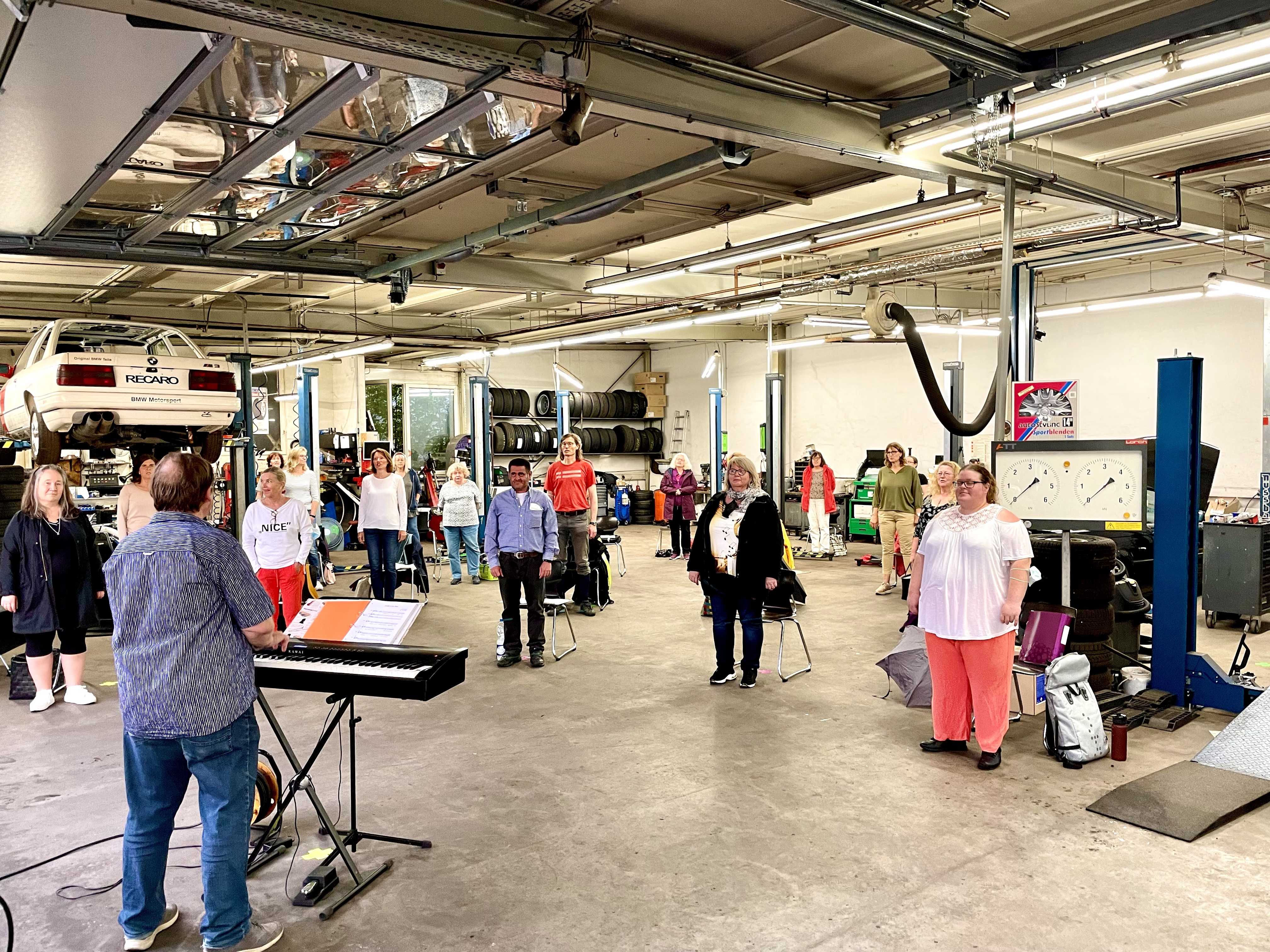
Probe in der Autowerkstatt (2021)

Die lange Zeit der Corona-Pandemie traf die Chorszene sehr stark. Thomas Preiß versuchte die Chorarbeit unter den Bedingungen der Corona-Verordnung in seinen Chören so gut wie möglich aufrechtzuerhalten. Um die entsprechenden Vorgaben zu erfüllen, wurde wie in vielen anderen Chören online geprobt. Zusätzlich bot Thomas Preiß neben den Online-Proben auch musikalische Online-Spiele an, bei denen sich das Gemeinschaftsgefühl seiner Sängerinnen und Sänger trotz der Isolation stärkte.
Aber auch andere Ideen wurden umgesetzt: Es entstand mit dem Weihnachtslied Süßer die Glocken nie klingen das erste Projekt@home, bei dem die Mitglieder des Chores ihre jeweilige Stimme selbst aufnehmen. Nach einer professionellen Video- und Tonbearbeitung entstand so ein mehrstimmiger Chorsatz. Die Klassenchöre der Jahrgangsstufe 5 des Friedrich-List-Gymnasiums sangen am 30. September 2020 in einem Riesenrad in Reutlingen. Auch die Probenorte wechselten immer wieder: Vom Naturtheater Reutlingen über eine Autowerkstatt bis zu einer Kirche war alles dabei.

## Chöre

### Vereine
Insgesamt hatte Thomas Preiß die musikalische Leitung von fünf Vereinen inne. Heute ist er musikalischer Leiter aller Chöre im Reutlinger Liederkranz.

#### Gesangsverein Harmonie Bempflingen e. V. (1991 bis 2010)
Noch während seiner Studienzeit übernahm Thomas Preiß von 1991 bis 2010 die musikalische Leitung des Gesangvereins Harmonie Bempflingen e. V. Der Verein wuchs über die Jahre und es kamen unter der Leitung von Thomas Preiß immer mehr Chorgruppen hinzu: Für die Kleinsten wurde in Kooperation mit den örtlichen Kindergärten eine musikalische Früherziehung angeboten. Darüber hinaus leitete er einen Kinderchor top kids, einen Jugendchor top teens, einen Jungen Chor top voices und einen Gemischten Chor. Außerdem wurde unter dem Namen Freizeitsänger ein offenes Singen für Jedermann eingeführt.
Der Schwäbische Chorverband organisierte am 29. Oktober 2005 anlässlich des 10-jährigen Geburtstags der Deutschen Chorjugend eine 12-stündige Veranstaltung "Singen bewegt – Tag der jungen Stimmen" im Stuttgarter Hauptbahnhof. Die Chöre der Harmonie Bempflingen eröffneten gemeinsam mit Marcel Niam und den Kiiki Djembes die Veranstaltung mit einem musikalisch-afrikanischen Programm.

#### Aurora Gaisburg (1992 bis 1997)
Bereits ein Jahr nach Beginn seiner Tätigkeit bei der Harmonie Bempflingen kam 1992 ein zweiter Gesangverein, die Aurora Gaisburg in Stuttgart-Gaisburg hinzu. Hier leitete er einen Männerchor und einen Gemischten Chor. Während seines Referendariats gab er 1997 die Leitung des Gesangvereins Aurora Gaisburg wieder ab, um sich seiner pädagogischen Aufgabe in der Schule verstärkt zu widmen.

#### Gesangverein Raidwangen 1897 e. V. (1997 bis 2019)
Im Jahr 1997 übernahm Thomas Preiß den Gesangverein Raidwangen 1897 e. V. Zunächst existierte ausschließlich ein Gemischter Chor und ein Männerchor. Aber auch hier kamen nach und nach immer mehr Chor- und Instrumentalgruppen hinzu, so dass von TaSiBa (Tanzen, Singen, Basteln) für Kinder im Vorschulalter, über einen Kinderchor, einen Jugendchor, einen Jungen Chor, einen Gemischten Chor bis hin zu Meldoika- und Mundharmonika-Ensembles ein sehr weites musikalisches Feld angeboten wurde. Hinzu kommt das Offene Singen, das auch noch von Thomas Preiß angeboten wird, nachdem er die musikalische Leitung aller weiteren Ensembles im Jahr 2019 in die Hände seines Nachfolgers Thimo Härter übergab.

#### Reutlinger Liederkranz 1827 e. V. (seit 2011)
Seit 2011 widmet sich Thomas Preiß seinen Aufgaben als musikalischer Leiter des Reutlinger Liederkranz 1827 e. V. Zum Verein gehören der Auswahl-Kinderchor Chooories (gegründet im Schwäbischen Chorverband und seit 2012 im Reutlinger Liederkranz), der Auswahl-Jugendchor Chooorizon, der Junge Chor Chooorisma, der junge Auswahlchor d'aChor (gegründet im Schwäbischen Chorverband und seit 2013 im Reutlinger Liederkranz) und ein Gemischter Chor.

#### Liedertafel Ludwigsburg 1838 e. V. (2013)
2013 wurde Thomas Preiß von Gotthilf Fischer kurzfristig gebeten, die Liedertafel Ludwigsburg 1838 e. V. zu übernehmen. So konnte die Jubiläumsfeier "175 Jahre Liedertafel Ludwigsburg" mit Thomas Preiß als Interimschorleiter begangen werden, bis im Jahr 2014 der neue Chorleiter Georg Schmitt verpflichtet wurde.

### Schule
Thomas Preiß unterrichtet am Friedrich-List-Gymnasium in Reutlingen und arbeitet als Chorleiter an der Albert-Schweitzer-Schule in Stuttgart Rohr. An beiden Schulen engagiert er sich insbesondere für die Arbeit mit und für die Chöre.

#### Friedrich-List-Gymnasium Reutlingen
Seit 2000 ist Thomas Preiß Lehrer am Friedrich-List-Gymnasium in Reutlingen. Neben seinem Unterricht in den Fächern Musik und Deutsch engagiert er sich besonders im Bereich der Chor-Arbeitsgemeinschaften. Von Anfang an übernahm er den Gemischten Chor (bis 2017). Bekannt waren die großen Musical-Aufführungen des gemischten Chores in der Listhalle und in der Stadthalle Reutlingen.
Mit der Leitung des Gemischten Chores trennte er die Jahrgangsstufe 7 vom Gemischten Chor ab und gründete eine eigenständige Chor-AG der Jahrgangsstufe 7, die er bis heute leitet. Durch diese Trennung kann differenzierter auf die Entwicklung der Kinderstimme im Laufe der Mutation eingegangen werden.

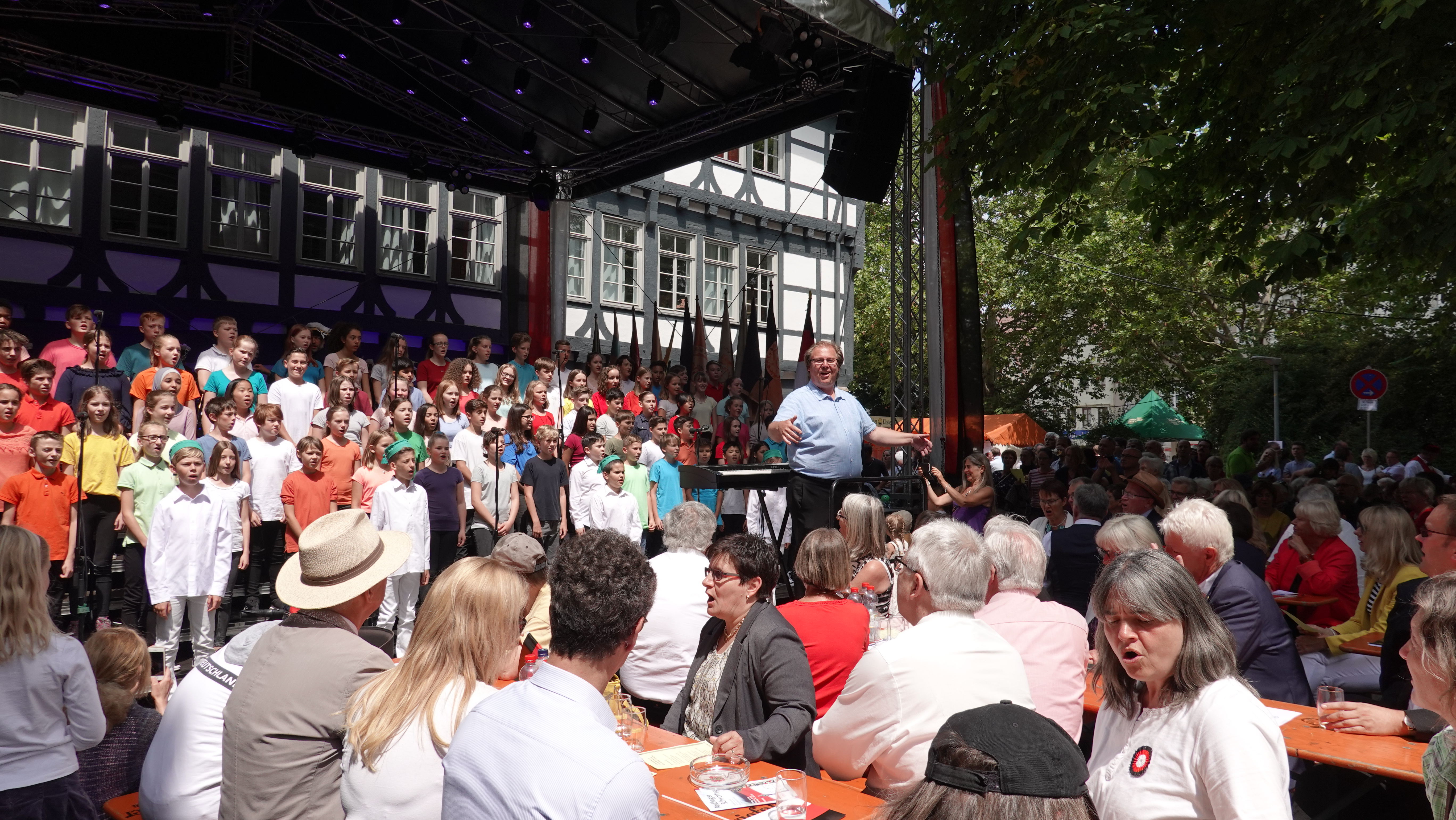
Auftritt auf dem Schwörtag in Reutlingen (14. Juli 2019)

Eine Besonderheit am Friedrich-List-Gymnasium sind die Klassenchöre der Jahrgangsstufen 5 und 6. Thomas Preiß konnte gemeinsam mit der Fachschaft Musik seine Kolleginnen und Kollegen für die Einführung einer verpflichtenden Teilnahme an Klassenchören gewinnen. Jede Klasse der Jahrgangsstufe 5 und 6 bildet zusätzlich zum regulären Musikunterricht einen eigenständigen Chor, zu dessen Teilnahme jede Schülerin und jeder Schüler verpflichtet ist. Dieses Modell ist einzigartig unter allen Reutlinger Gymnasien.
Die Schulband ist ein weiterer musikalischer Baustein, die von Thomas Preiß am Friedrich-List-Gymnasium initiiert wurde. Zunächst war die Schulband eine Begleitband für das erste Musical Jacob & Co, das er mit seinen Schülerinnen und Schülern einstudierte. Heute ist die Schulband neben den Chören und den beiden Orchestern ein fester Bestandteil des musikalischen AG-Angebotes der Schule.
Regelmäßige Auftritte aller Ensembles der Schule finden jährlich in der Marienkirche Reutlingen (Weihnachtskonzert) und in der Stadthalle Reutlingen statt. Außerdem wirkt Thomas Preiß mit seinen Schulchören jedes Jahr beim Reutlinger Schwörtag mit.

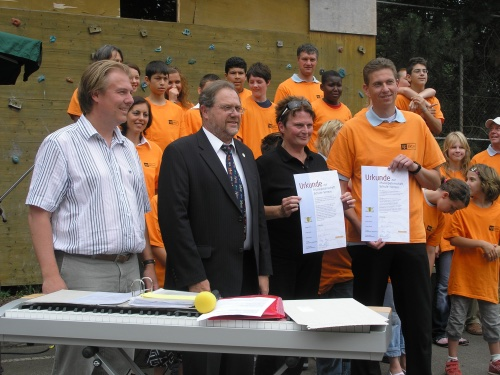
Überreichung der Patenschaftsurkunde (2009)

#### Albert-Schweitzer-Schule Stuttgart Rohr
2008 wurde Thomas Preiß Leiter des Chores singEmotion. Dabei handelt es sich um den Schüler-Lehrer-Chor der Albert-Schweitzer-Schule in Stuttgart Rohr, einem SBBZ (Sonderpädagogisches Bildungs- und Beratungszentrum) mit dem Förderschwerpunkt emotionale und soziale Entwicklung. Zunächst sprang Thomas Preiß in seiner Funktion als Musikdirektor der Chorjugend im Schwäbischen Chorverband ein, um den Ausfall der 1. Probe des Chores aufzufangen. Bereits nach zwei Proben entschied sich Thomas Preiß, die musikalische Leitung dieses Chores dauerhaft fortzuführen. Um den Chor auch finanziell abzusichern, übernahm 2009 der Gesangverein Raidwangen 1898 e. V. eine musikalische Dauerpatenschaft Schule-Verein. Heute ist Thomas Preiß bei der Stiftung Jugendhilfe aktiv angestellt.

## Mitwirkung in Verbänden

### Gremien
Nachdem Thomas Preiß 1996 zum Bezirkschorleiter des Bezirks Neckar-Erms im „Chorverband Ludwig Uhland“ gewählt worden war, war er automatisch Mitglied im Musikbeirat des Chorverbandes Ludwig Uhland. Vier Jahre später wurde er zum Chormeister des Verbandes gewählt. Somit war er als Chormeister ab 2000 Vorsitzender des Musikbeirates und Präsidiumsmitglied des Chorverbandes Ludwig Uhland. Damit übernahm er auch von 2000 bis 2003 die musikalische Leitung des Ludwig Uhland Chors, dem Verband-Chor im Chorverband Ludwig Uhland (damals: Gauchor). Bereits im Jahr 2003 folgte der Ruf in den Schwäbischen Chorverband. Hier war Thomas Preiß zunächst ebenfalls Mitglied im Musikbeirat, wurde aber noch im selben Jahr zum Musikdirektor der Chorjugend im Schwäbischen Chorverband gewählt. Als Musikdirektor der Chorjugend war er nun auch Präsidiumsmitglied im Schwäbischen Chorverband und Mitglied im Musikbeirat des Verbandes. Nach weiteren 4 Jahren wurde er vom damaligen Vorsitzenden der Deutschen Chorjugend Hermann Olberding im Jahr 2007 für einen Sitz im Musikausschuss der Deutschen Chorjugend vorgeschlagen. Thomas Preiß nahm das Ehrenamt an, und nach weiteren zwei Jahren wurde er 2009 kommissarischer Vorsitzender des Musikausschusses der Deutschen Chorjugend.
| Jahr          | Verband                                           | Funktion |
| ------------- | ------------------------------------------------- | --- |
| 1996 bis 2000 | Bezirk Neckar-Erms (im Chorverband Ludwig Uhland) | Bezirkschorleiter |
| 2000 bis 2003 | Chorverband Ludwig Uhland                         | Chormeister, Vorsitzender des Musikbeirats und Mitglied des Präsidiums des Chorverbandes Ludwig Uhland                                                                                    |
| 2003 bis 2012 | Schwäbischer Chorverband                          | Musikdirektor der Chorjugend, Vorsitzender des Musikbeirates der Chorjugend im Schwäbischen Chorverband, Mitglied des Präsidiums des Schwäbischen Chorverbandes                           |
| 2007 bis 2011 | Deutsche Chorjugend                               | Mitglied des Musikausschusses der Deutschen Chorjugend, ab 2009: Kommissarischer Bundeschorleiter der Deutschen Chorjugend und Vorsitzender des Musikausschusses der Deutschen Chorjugend |

Nach 2012 widmete sich Thomas Preiß wieder verstärkt der Chorarbeit in seinen Chören.

### Chorjugend
Sein besonderes Engagement im Bereich Kinder- und Jugendchor zeigt sich daran, dass sich Thomas Preiß in der Chorjugend der Verbände engagiert hat. Er gründete den Verbandsjugendchor d'aChor und den Verbandskinderchor Chooories und unternahm mit seinen Chören mehrere Konzertreisen. Außerdem war er als Dozent bei der Ausbildung der Chormentoren im Schwäbischen Chorverband tätig. Zusätzlich war er hier als pädagogischer Begleiter für die Betreuung der Chormentoren zuständig.

#### Schwäbischer Chorverband
Bereits im Jahr 2003 wurde Thomas Preiß Musikdirektor der Chorjugend im Schwäbischen Chorverband (damals: Bundeschorleiter der Chorjugend im Schwäbischen Sängerbund) gewählt. Dieses Amt führte er bis 2012. Als Chordirektor gründete er im Jahr 2003 den damaligen Bundesjugendchor d'aChor und 2007 den damaligen Bundeskinderchor Chooories. Beide Chöre bestehen heute als Auswahlchöre im Reutlinger Liederkranz unter der Leitung von Thomas Preiß weiter. Ziel von ihm war es, mit den Auswahlchören besonders engagierte Kinder und Jugendliche anzusprechen, die sich über die Chorarbeit in ihrem örtlichen Verein hinaus für den Chorgesang begeistern.
Unter der Federführung von Thomas Preiß wurde das Festival der Jungen Chöre Open Sound wiederbelebt. Das Festival findet immer an einem anderen Ort innerhalb des Schwäbischen Chorverbandes statt. So war das Festival bereits 2004 in Schwäbisch Gmünd ein großer Erfolg, an den in den folgenden Jahren angeknüpft werden konnte. Auf die Burg Hohenneuffen kamen im Jahr 2007 mehrere 1000 Teilnehmer aus vielen Chören. Mit der Aufführung der Carmina Burana unter der Leitung von Thomas Preiß in Verbindung mit einem auf die Musik abgestimmten Feuerwerk fand das Festival seinen Höhepunkt.
Bereits im letzten Jahr seines Referendariats (1997) beteiligte sich Thomas Preiß an der Musikmentoren-Ausbildung im Schwäbischen Chorverband. Obwohl er noch keine Funktion im Verband innehatte, wurde er von der damaligen Vizepräsidentin des Schwäbischen Chorverbandes Irmgard Naumann um Mitarbeit gebeten. Damit war Thomas Preiß von Beginn an bei der Konzeptionierung und Ausrichtung der Musikmentoren-Ausbildung, die zum ersten Mal im Schuljahr 1996/1997 offiziell vom Ministerium für Kultus, Jugend und Sport Baden-Württemberg angeboten wurde, dabei. Neben seiner Tätigkeit von 1997 bis 2019 als Dozent in den Fächern Musiktheorie und Chorleitung war er von 2009 bis 2019 pädagogischer Begleiter im Auftrag des Kultusministeriums Baden-Württemberg.

##### d'aChor

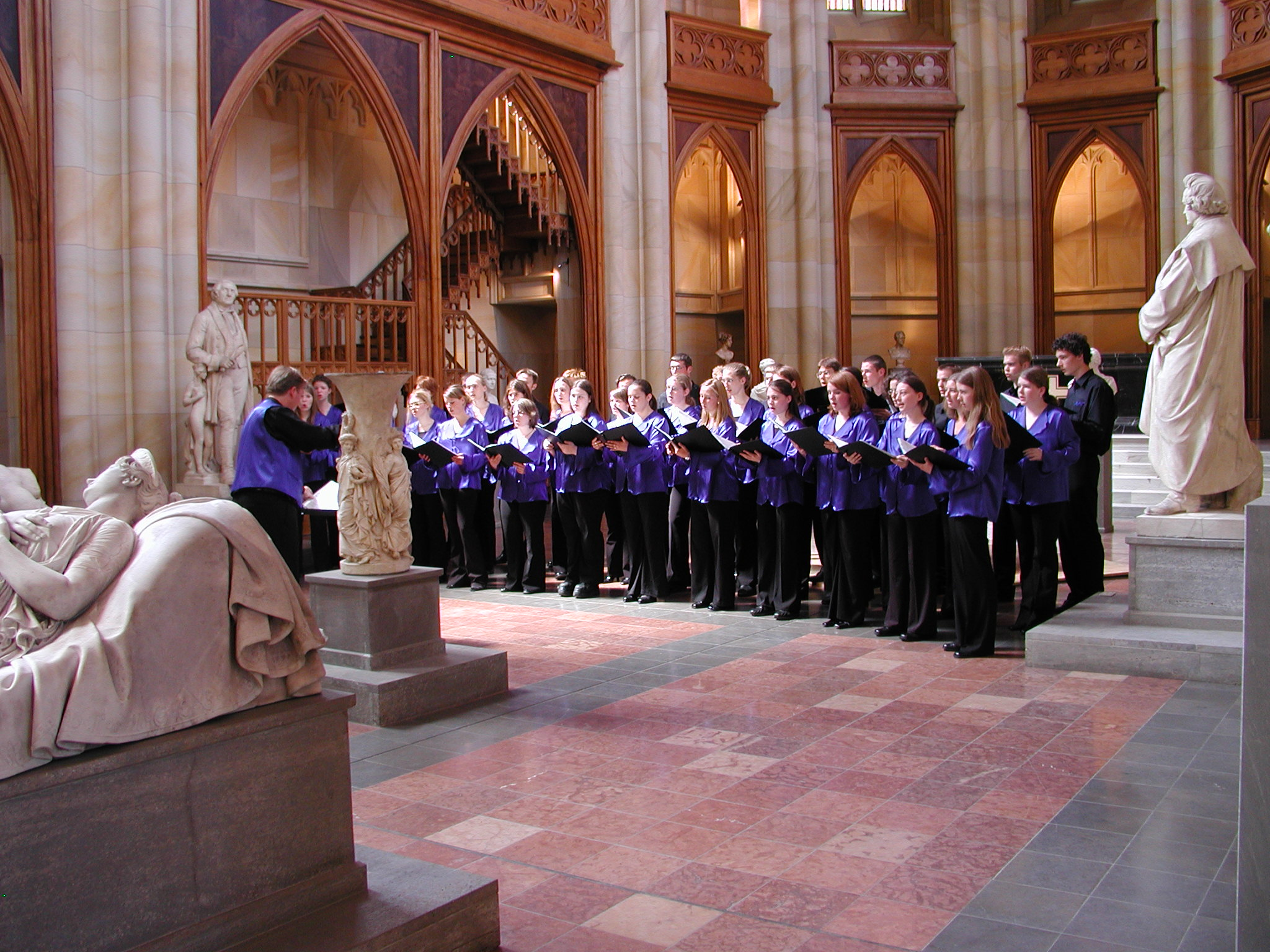
d'aChor singt auf dem Chorfest Berlin in der Friedrichswerderschen Kirche (2003)

Im selben Jahr seiner Gründung (2003) fuhr Thomas Preiß mit dem neugegründeten Jugendchor d'aChor zum 20. Deutschen Chorfest nach Berlin. Hier vertrat er mit d'aChor musikalisch den Schwäbischen Chorverband beim Empfang für die Präsidien und Delegierten, in der Landesvertretung Baden-Württemberg sowie auf verschiedenen Konzerten innerhalb des Chorfestes.
Es folgten mehrere Konzertreisen u. a. nach Bad Lausick (April 2004: Gewinn des Chorwettbewerbs Bad Lausick) und Bremen (Mai 2008). Am 3. Oktober 2010 präsentierte sich d'aChor zusammen mit dem Pop-Chor Essenzen aus Bremen beim Festakt der Bundesregierung zum Tag der Deutschen Einheit vor dem Reichstag. Die Chöre sangen zusammen unter der Leitung von Thomas Preiß das Volkslied Die Gedanken sind frei in einem Arrangement von Oliver Gies. Gäste waren u. a. Altbundeskanzler Helmut Kohl, Bundespräsident a.d. Christian Wulff, Altbundeskanzlerin Angela Merkel und der damalige Bundestagspräsident Norbert Lammert.
Neben einer professionellen CD-Produktion (Happy Birthday Jesus!) von d'aChor in den Bauer Studios im Jahr 2006 führt Thomas Preiß mit diesem Chor auch immer wieder große Werke auf, wie z. B. Wolfgang Amadeus Mozart: Requiem, d-Moll, KV 626 im Jahr 2010 oder Georg Friedrich Händel: Der Messias, HWV 56 im Jahr 2019.
Thomas Preiß leitet trotz der Niederlegung seines Amtes als Jugendchorleiter des Schwäbischen Chorverbandes d'aChor weiter. 2012 war d'aChor zunächst ein freier Chor ohne Dachorganisation, aber es wurden erfolgreich Gespräche mit dem Reutlinger Liederkranz geführt, dessen Chorleiter ebenfalls Thomas Preiß bis heute ist. So schloss d'aChor sich schließlich 2013 dem Reutlinger Liederkranz an.

##### Chooories
Der Kinderchor des Schwäbischen Chorverbandes wurde 2007 unter seinem Leiter Thomas Preiß gegründet. Bereits im ersten Jahr seines Bestehens traten die Chooories bei den Heimattagen Baden-Württemberg in Eppingen (13. Mai 2007), beim Festival Open Sound (16. Juni 2007) und auf der Mainau (22. Juli 2007) auf. Ebenfalls im Jahr 2007 präsentierten sich die Chooories bei einer Landespressekonferenz im Stuttgarter Landtag, wo das erste Exemplar Singen im Kindergarten an Gräfin Sonja Bernadotte überreicht wurde. Es folgten weitere Auftritte wie z. B. im Jahr 2008 auf dem Chorfest in Bremen, wo sie unter anderem im Konzerthaus Glocke konzertierten.
Wie auch d'aChor schlossen sich bereits ein Jahr zuvor (2012) die Chooories dem Reutlinger Liederkranz an.

#### Deutsche Chorjugend
Bereits vor seiner offiziellen Mitarbeit im Musikausschuss der Deutschen Chorjugend engagierte sich Thomas Preiß bei der Veranstaltung Singen bewegt – Tag der jungen Stimmen, welche die Deutsche Chorjugend am 29. Oktober 2005 anlässlich ihres 10-jährigen Geburtstags feierte. Er war musikalischer Leiter des zentralen Bundes-Events im Bundesrat in Berlin auf dem sieben Chöre aus der gesamten Bundesrepublik im Plenarsaal des Bundesrates ein Konzert gaben: Der Clara-Schumann-Kinder- und Jugendchor Berlin, die Klosterspatzen St. Ursula Villingen mit dem Kantilenenchor Schwarzwald, der Kehrwieder Kinderchor, der Paul-Dessau-Chor Zeuthen, der Südwestpfälzer Kinderchor und der Wolfratshauser Kinderchor. Höhepunkt der Veranstaltung waren Live-Schaltungen von Berlin zu Veranstaltungen, die gleichzeitig in den Landesverbänden stattfanden. U. a. gab es eine Schaltung zur Veranstaltung des Schwäbischen Chorverbandes im Stuttgarter Hauptbahnhof, um gemeinsam in Berlin und Stuttgart ein Geburtstagsständchen zu Ehren der Deutschen Chorjugend anzustimmen.
Im Jahr 2007 wurde Thomas Preiß in den Musikausschuss der Deutschen Chorjugend gewählt. Hier entwickelte er federführend die Ausbildungsangebote kids in takt und teens in takt der Deutschen Chorjugend (Qualifizieren macht (S)Pass). Im Jahr 2009 wurde er als Nachfolger von Karl Zepnik kommissarischer Bundeschorleiter der Deutschen Chorjugend und Vorsitzender des Musikausschusses der Deutschen Chorjugend. Thomas Preiß bekleidete dieses Amt bis März 2011.

## Ernennungen und Auszeichnungen
- 2011: Silberne Ehrennadel der Deutschen Chorjugend[47]
- 2012: Goldene Ehrennadel des Schwäbischen Chorverbandes
- 2015: Ernennung zum Chordirektor BMCO[1]